# Prüfmatrix
Die Prüfmatrix ist ein vereinfachtes Verfahren, um Mängel und deren Ursachen zu ermitteln. Mängel werden dabei möglichen Ursachenkategorien matrixförmig gegenübergestellt. Im Schnittpunkt von Mangel und Ursachenkategorie werden die tatsächlichen Ursachen gesucht.
Bei der Prüfmatrix handelt es sich um eine Weiterentwicklung der Schwachstellen- und Prüffragenkataloge. Sie dient der gezielten systematischen Analyse von Mängeln sowie deren Ursachen.

## Ziele / Probleme / Ursachen
Mittels Schwachstellenanalyse werden wesentliche Projektprobleme thematisiert und eine Strukturierung der Primärursachen ermöglicht.
Das Ergebnis resultiert aus der quantitativen Verknüpfung von Problemen mit deren möglichen Ursachen. Der entstehende Zahlenwert – in Abhängigkeit von der Problemanzahl – charakterisiert primäre Ursachenansatzpunkte.

## Zielsetzung
Momentane Situationen auf Problemansatzpunkte zu reduzieren und nach ihrer Problemhäufung zu unterscheiden. Ausgehend von einer allgemeinen Ursachenproblematik wird in Richtung konkreter problemspezifischer Prüfmatrix vorgegangen.

## Ursachen identifizieren
Sich durch einen Gesamtprozess ziehende mögliche Ursachen müssen auf einer möglichst übergeordneten Ebene identifiziert und umfassend dargestellt werden.
Diese Ursachen können z. B. organisatorischer, technischer oder kommunikativer Natur sein.

## Probleme auflisten
Die unterschiedlichen Probleme, ohne Betrachtung der Ursachen, werden aufgelistet.
Unabhängig davon kann generell zwischen „weichen“ Kriterien, also in Geldwert oder Zahlen nicht darstellbaren Problemen, z. B. überlastete, frustrierte Mitarbeiter, und „harten“ Kriterien, z. B. Umsatzrückgang unterschieden werden.

## Die Matrix
In Form einer Matrix werden die beiden Bereiche Ursachen sowie Probleme jeweils in Spalten bzw. Zeilen eingetragen.
| .        | . | . | . | . | . |
| mögliche | . | . | . | . | . |
| Ursachen | . | . | . | . | . |
| .        | . | . | . | . | . |

Durch strukturiertes Abfragen aller Ursachenkategorien je Problem können den einzelnen Problemen bzw. Mängeln die relevanten Ursachen zugeordnet werden.
- Der Zahlenwert 1 wird zugeordnet, wenn eine Ursache für ein Problem relevant ist.
- Kein Zahlenwert bzw. die Zahl 0 wird zugeordnet, wenn eine Ursache für ein Problem nicht relevant ist.

|           | Problem A | Problem B | Problem C | Problem D | Problem E | Problem F | Summe |
| --------- | --------- | --------- | --------- | --------- | --------- | --------- | ----- |
| Ursache 1 | 0         | 0         | 0         | 0         | 1         | 1         | 2     |
| Ursache 2 | 1         | 1         | 1         | 1         | 0         | 1         | 5     |
| Ursache 3 | 1         | 1         | 0         | 1         | 0         | 1         | 4     |
| Ursache 4 | 0         | 0         | 0         | 0         | 1         | 0         | 1     |

Anschließend werden alle relevanten Problemsituationen zu den speziellen Ursachen summiert.
Man erhält nun die Anzahl an Problemsituationen pro Ursache und kann damit stark problembehaftete Ursachen von anscheinend weniger problematischen unterscheiden. Eine Schwerpunktsetzung in der weiteren Problemlösung wird dadurch erleichtert.
- Im oberen Beispiel sind primär die Ursachen 2 (5 Problempunkte relevant) und 3 (4 Problempunkte relevant) für die Probleme verantwortlich. Dementsprechend sind die Lösungsansätze anzulegen.

## Vorteile
- Ganze Ursachenbündel können erfasst werden.
- Es besteht der methodische Zwang, mehrere Ursachen in Betracht zu ziehen.
- Dies erhöht die Wahrscheinlichkeit, wesentliche Mängel zu erkennen.
- Diese Methode ist gut geeignet, wenn eine Vielzahl sowohl an „weichen“ als auch an „harten“ Problemen verknüpft werden müssen.

## Nachteile
- Die Problemauswahl, vor allem die Anzahl der Probleme je Situation, ist stark subjektiv geprägt.
- Eine Verzerrung bzw. Manipulation des Ergebnisses ist relativ leicht möglich.
- „Weiche“ Kriterien werden mit „harten“ Kriterien direkt verglichen.
- Die Anzahl der Probleme – Quantität – spiegelt nicht die Wichtigkeit einzelner qualitativer Faktoren wider.
- Wirklich alle denkbaren Mängel und Mängelursachen bei der Analyseerstellung zu kennen bzw. zu erkennen ist schwierig.
- Eine Gewichtung der einzelnen Probleme erfolgt nicht – alle Problemsituationen sind bei dieser Methode gleichwertig.

## Fazit
Die Problem-Ursachen-Matrix stellt ein einfaches, relativ wenig zeitaufwendiges Verfahren dar, um eine Vielzahl an oft schwer miteinander verknüpfbaren Problemsituationen zu strukturieren und auf wenige Ursachen hin zu quantifizieren.
Eine rasche Problem-Ursachen-Sichtweise ist dadurch gut darstellbar.